# Parketthandel

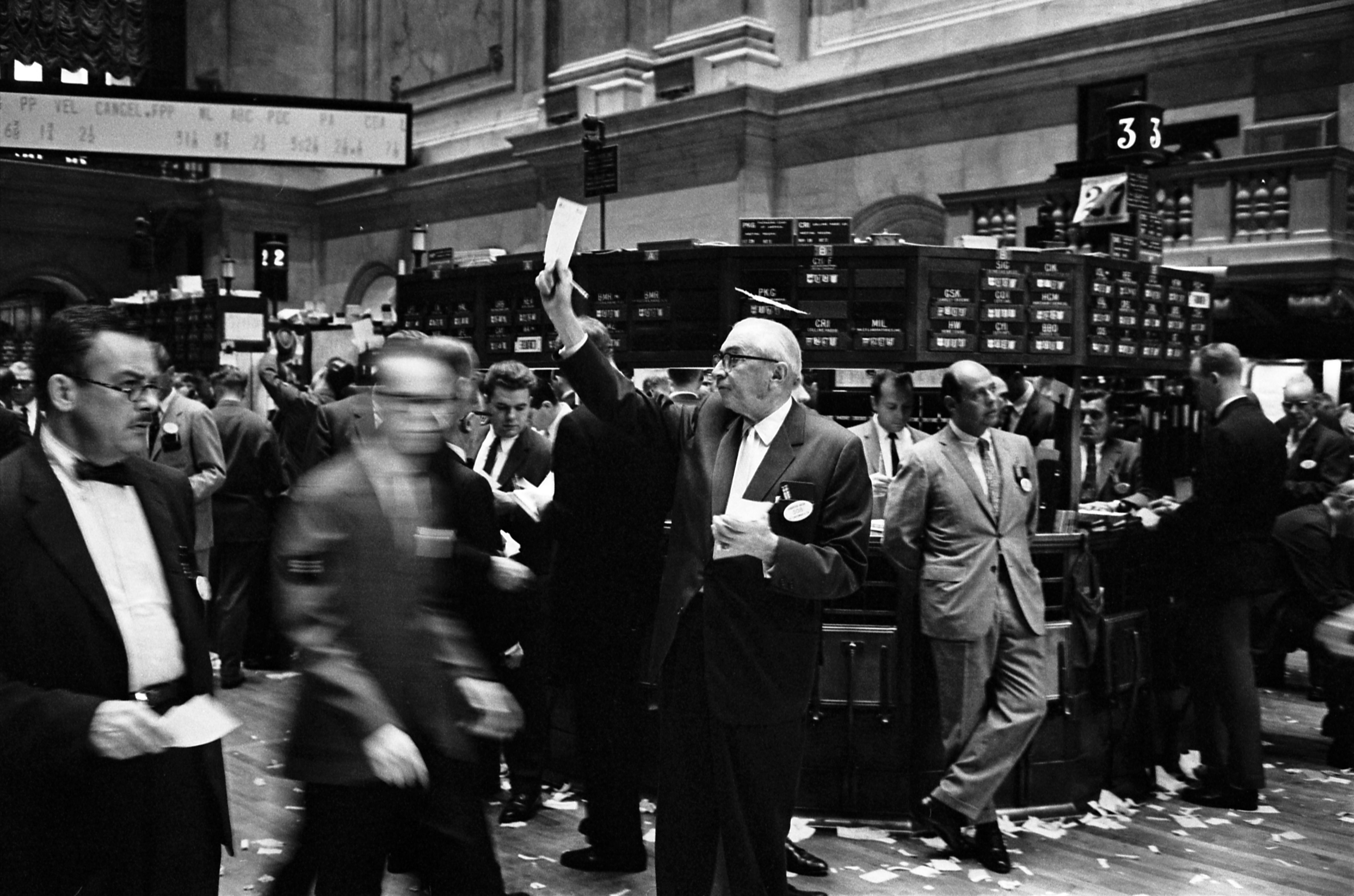
Traditioneller Parketthandel an der New York Stock Exchange im September 1963

Der Parketthandel (auch Präsenzhandel oder Criée-Handel, [französisch criée, „zugerufen“]) ist an Wertpapierbörsen oder Warenbörsen ein traditionelles Handelsmedium, bei welchem die Börsenmakler (Skontroführer) und Börsenhändler durch gegenseitiges Zurufen und/oder abgestimmte Gestik Börsengeschäfte abschließen.

## Allgemeines
Gelegentlich werden hierfür auch die Bezeichnungen „Ringhandel“ (Schweiz) oder „Zurufhandel“ (englisch open outcry trading) verwendet. Das Kompositum Parketthandel beinhaltet das Bestimmungswort Parkett, auf dem sich die Handelsteilnehmer während der Handelszeit befinden. Der Parketthandel findet durch die verbale Interaktion des gegenseitigen lauten Zurufs nebst unterstützender Gestik unter den Handelsteilnehmern statt, daran ändern spätere Eingaben in die Handelssysteme nichts. Ein Parketthandel liegt erst dann nicht mehr vor, wenn die Kursbildung ausschließlich durch elektronische Handelssysteme im automatisierten Handel erfolgt. Werden hierbei die Auftragsparameter einer Wertpapierorder durch Computerentscheidungen übernommen, wodurch der Auftrag eingeleitet werden soll, sowie Zeitpunkt, Kurs oder Quantität des Auftrags oder wie der Auftrag nach seiner Einreichung mit eingeschränkter oder überhaupt keiner menschlichen Beteiligung bearbeitet wird (§ 80 Abs. 2 WpHG), liegt kein Parketthandel mehr vor.

## Börsenjargon
Besonders die Börsenteilnehmer pflegen als Handelssprache einen Börsenjargon, der in Kurzform die Kauf- oder Verkaufsabsicht – unterstützt durch Gestik – zum Ausdruck bringt. Er breitete sich außerhalb der Börse auch im Interbankenhandel aus. „Ich bin Geld zu 110“ bedeutet, dass der Rufende zum Kurs von 110 Euro bereit ist, zu kaufen, entsprechend bedeutet „ich bin Brief 110“ Verkaufsbereitschaft. Der Kauf oder Verkauf (englisch deal) kommt durch die Bestätigung „an Dich“ bzw. „von Dir“ zustande.

## Geschichte

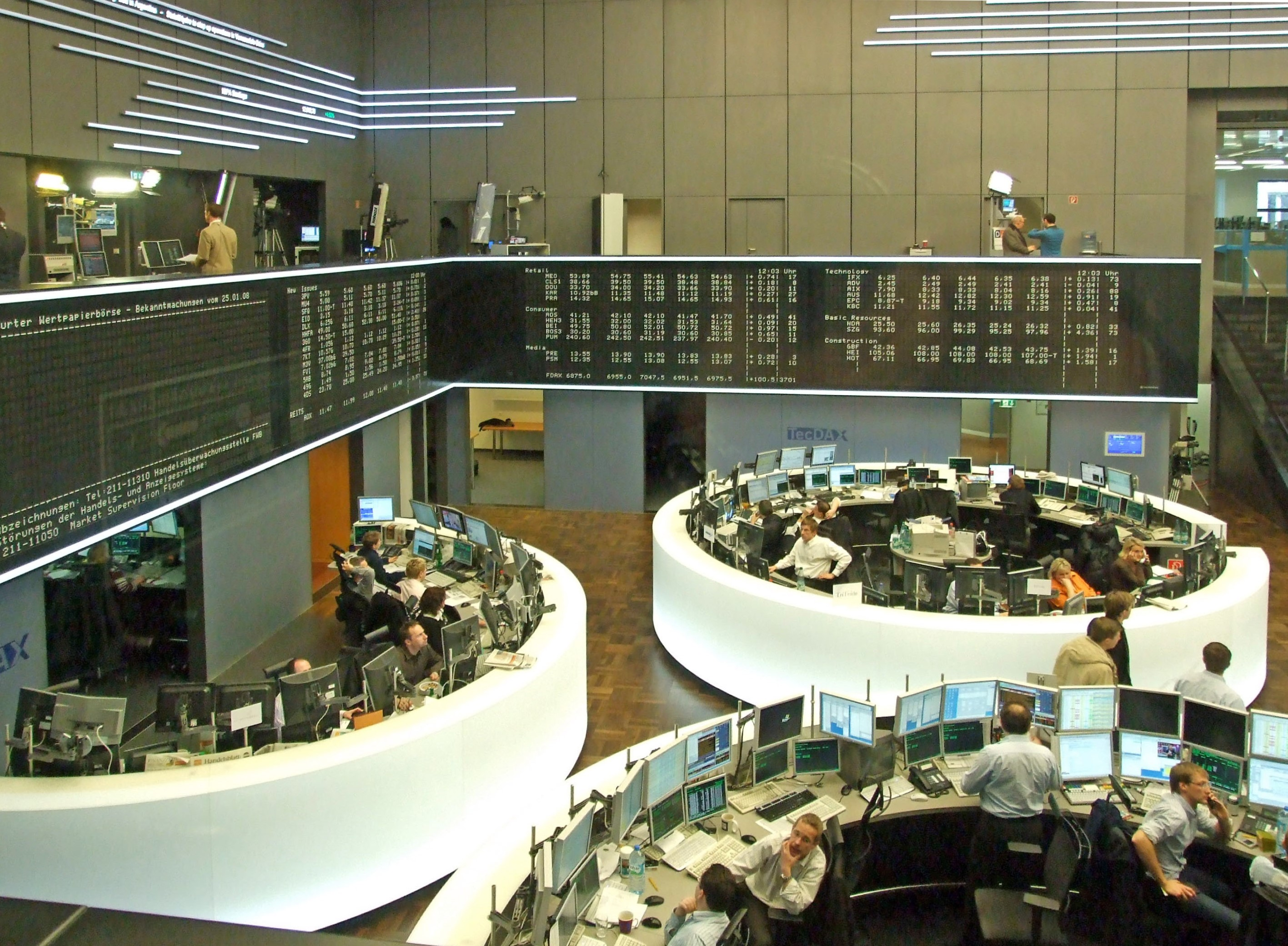
Computergestützter Parketthandel in Frankfurt, 2008

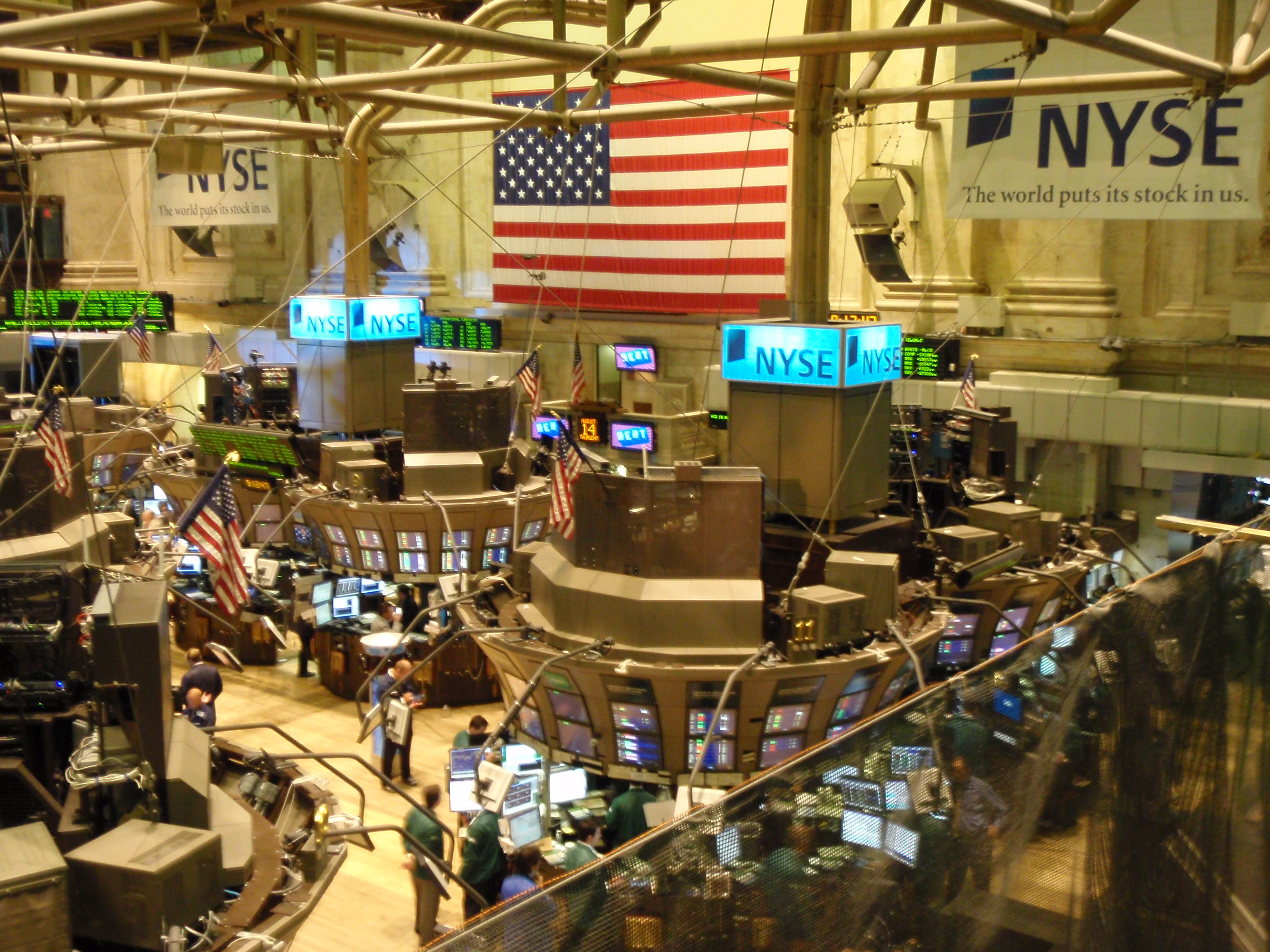
Börsenparkett der New York Stock Exchange, 2008

Die Börse entstand als eine strengen Regeln unterworfene Institution aus dem Markt, auf welchem ebenfalls durch verbale Kommunikation Handel betrieben wurde. Die erste Börse entstand 1409 in Brügge vor dem Haus der Gründerfamilie van der Beurse, wo abwesende Güter und Wechsel gehandelt wurden. Das Wort Börse leitete sich wohl vom Geldbeutel (niederländisch beurs) ab. Von hier aus verbreiteten sich Börsen weltweit, 1540 in Frankreich (Lyon; französisch bourse) und Deutschland (Augsburger Börse), 1571 in England (London; englisch exchange) oder 1612 in den Niederlanden (Amsterdamer Börse; niederländisch beurs). Die erste kommerzielle Pariser Börse gab es im Jahre 1639, als die Funktionen von Waren- und Aktienbörse getrennt wurden. Ein Dekret vom 2. April 1639 gab den Händlern die Bezeichnung Aktienhändler (französisch agents de change), deren amtlicher Handel die Bezeichnung „Parkett“ (französisch parquet) erhielt. Seitdem wird jeder Börsensaal als Parkett und der Handel hierin als Parketthandel bezeichnet.

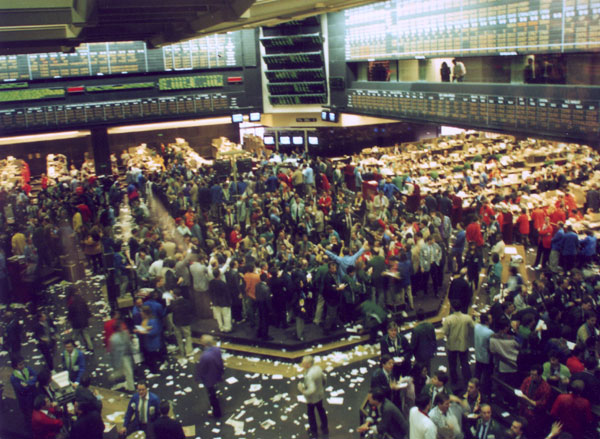
Das Parkett der CBOT im Jahre 1993

Erst im Februar 1808 gründete sich die Mailänder Börse (italienisch borsa). Nach 1820 stellte der Parketthandel die älteste Handelsinfrastruktur im deutschen Wertpapiermarkt dar, wo der Handel mit Schuldscheinen und Anleihen in speziellen Börsengebäuden durch persönliche Anwesenheit der Marktteilnehmer und deren direkte Kommunikation stattfand. Im Februar 1830 führte die Börse München den Aktienhandel ein, der den Parketthandel durch seine Volatilität erheblich belebte. Das erste deutsche Börsengesetz vom Juni 1896 schrieb noch für lange Zeit zwingend als Handelsort ein Parkett vor. Bei der im Jahre 1898 gegründeten Chicago Mercantile Exchange (CME) trafen sich im Präsenzhandel (englisch Open Outcry) des Chicago Board of Trade die Händler bzw. Broker in einer meist achteckigen und dem Parkett ähnlichen Plattform (englisch Pit), um die gewünschten Futures oder Optionen zu handeln. Jeder einzelne Kontrakt wurde in einem gesonderten Pit gehandelt. Obwohl das Treiben in den Pits von Außenstehenden oftmals als „hektisch“ oder „ungeordnet“ charakterisiert wurde, herrschten genaue Regeln über die Prozedur zum Kauf oder Verkauf. Hierzu wurde ein ausgeklügeltes Verständigungssystem entwickelt, welches es den Tradern ermöglichte, sich mit Handzeichen über das ganze Pit zu verständigen und so effektiver zu handeln. Wollte ein Pit-Trader kaufen, zeigten die Handrücken grundsätzlich von ihm aus nach außen, den anderen Tradern entgegen. Beim Verkauf zeigte seine Handflächen nach außen, den anderen Tradern entgegen. Der Verkäufer rief nun dem Käufer oder der Käufer dem Verkäufer den Preis laut zu. War der Verkäufer mit dem Preis einverstanden, rief er in der Regel „verkauft“ (englisch sold). Nun schrieben sich beide Händler die Händlernummer des anderen auf; der Handel galt hiermit als abgeschlossen. In der Mitte der Pits mit der besten Akustik saßen Angestellte der Börse und notieren die Kurse, zu denen Geschäfte stattfanden. Dies geschah anhand der ausgerufenen Preise in Verbindung mit „sold“ oder „done“.
Die Elektronisierung der Börse ersetzte ab 1971 zunehmend den Parketthandel, weil die Computersysteme in jeder Phase des Handelsprozesses ihren Einsatz fanden. Die erste Automatisierungsstufe hieß computerunterstützter Parketthandel, bei dem einzelne Transaktionsphasen elektronisch unterstützt wurden. Hierbei führte im Februar 1971 die NASDAQ ein bildschirmgestütztes Handelssystem ein, das sie zur ersten elektronischen Börse machte. Es folgte der computerunterstützte Handel, danach kamen Computerhandelssysteme zum Einsatz und schließlich folgte die Computerbörse, die völlig ohne Parketthandel auskommt. Der deutsche Gesetzgeber erkannte den elektronischen Vertragsabschluss erst im Juli 1989 an. Diese Regelungen erfolgten im Börsengesetz und ermöglichten den elektronischen Börsenhandel. Im Oktober 1990 berichtete das Handelsblatt, dass die Computer den deutschen Börsensaal eroberten. Im Dezember 1995 veröffentlichte die Frankfurter Wertpapierbörse eine „Norminterpretierende Verwaltungsvorschrift betreffend die Regeln für die Börsenpreisfeststellung im Präsenzhandel“, wobei vor allem das Meistausführungsprinzip und die Preiskontinuität zu beachten waren. Erst zum 1. Juli 1999 wurde der Präsenzhandel an der Frankfurter Wertpapierbörse noch ausgedehnt (von ursprünglich 10:30 Uhr bis 13:30 Uhr auf dann 8:30 Uhr bis 16:30 Uhr).
In der Schweiz wurde der Ringhandel im August 1996, in Österreich der Parketthandel 1997 abgeschafft. Im Oktober 1998 ermöglichte in Frankfurt die Einführung des „Xetra Release 3“ den elektronischen Handel von etwa 2000 Aktien, 370 Anleihen und 28 Aktienoptionsscheinen zu Lasten des Parketthandels. Er leitet die Wertpapierorders der Kreditinstitute direkt an die Börse und somit in das Orderbuch der Skontroführer. Das Vierte Finanzmarktförderungsgesetz vom Juli 2002 stellte die Weichen für die elektronische Kursbildung, wodurch die Bedeutung des Parketthandels zu Gunsten elektronischer Handelssysteme tendenziell abgenommen hat. Nachdem die Frankfurter Wertpapierbörse bereits 93 % aller Wertpapiere elektronisch handelte und abwickelte, wurde der Parketthandel endgültig im Mai 2011 eingestellt. Die Chicago Mercantile Exchange schloss zum 2. Juli 2015 ihren Parketthandel für Futures in Chicago und New York City, weil der Anteil der in dieser Form geschlossenen Kontrakte auf 1 % des Handelsvolumens gefallen war. Optionen können nach wie vor auf dem Parkett der CME gehandelt werden. Eine Beendigung des Optionshandels mittels open outcry trading ist derzeit (Ende 2018) nicht vorgesehen.

## Kursbildung im Parketthandel
Die klassische Form der Wertpapierorder über einen Börsenmakler unterscheidet sich vom elektronischen Xetra-Handel insbesondere dadurch, dass die Käufer selbst einen Verkäufer suchen müssen und umgekehrt. Die Börsenpreise werden während der Börsenzeit an einer Börse oder im Freiverkehr festgestellt (§ 24 Abs. 1 BörsG). Börsenpreise müssen ordnungsmäßig zustande kommen und der wirklichen Marktlage des Börsenhandels entsprechen (§ 24 Abs. 2 BörsG). Nach § 24 Abs. 3 BörsG sind Börsenpreise und die ihnen zugrunde liegenden Umsätze den Handelsteilnehmern unverzüglich und zu angemessenen kaufmännischen Bedingungen in leicht zugänglicher Weise bekannt zu machen. Zwecks Kursermittlung führt der Skontroführer ein Orderbuch (Skontro), in welchem alle Kauf- und Verkaufsorders unabhängig davon, ob diese Orders ein Limit aufweisen oder nicht, erfasst werden. Nach § 27 Abs. 1 Börsenordnung der Frankfurter Wertpapierbörse (BörsO; Anlage I) werden Börsenpreise im Präsenzhandel durch die Skontroführer in Prozent des Nennbetrags oder in Euro je Stück festgestellt. Nach § 39 BörsO veröffentlicht die Geschäftsführung der Börse die festgestellten Preise. Die Notierung der Kassakurse ist der Einheitskurs. Haben Käufer und Verkäufer unlimitierte Aufträge oder genau diesen Einheitskurs (oder einen höheren bei Kauforders/einen niedrigeren bei Verkaufsorders) in ihren Orders angegeben, besitzen sie einen Rechtsanspruch auf Ausführung zu diesem Kurs. Bei der variablen Notierung hingegen erfolgt die Kursfeststellung während der Börsenzeit mehrfach, sobald bestimmte Mindest-Orders einen Umsatz ermöglichen. Auf einen bestimmten variablen Kurs haben die Auftraggeber keinen Rechtsanspruch.
Bei Computerhandelsplätzen (z. B. XETRA) oder Computerbörsen (z. B. SIX Swiss Exchange) werden hingegen die Aufträge ohne Rücksicht auf den Kontrahenten einfach nach Gegenpositionen abgesucht und anhand der Limits abgearbeitet. Beim Xetra-Handel kann es unter Umständen dazu kommen, dass ein Auftrag in mehrere Aufträge gesplittet wird, ohne dass dadurch zusätzliche Kosten entstehen. Der Makler führt meist den gesamten Auftrag zusammen aus und ist in der Entscheidung – auch unabhängig von dem elektronischen System – relativ frei. Allerdings sind seine Tätigkeiten nicht immer transparent.

## Parketthandel heute
Heute ist der Parketthandel lediglich an einigen deutschen Regionalbörsen vertreten (Börse Berlin, Börse Stuttgart) und noch an einigen Warenbörsen. Hier sind die Handelszeiten auf dem Parkett fixiert, z. B. von 9:00 bis 14:30 Uhr (z. B. Light, Sweet Crude Oil Futures and Options), danach ist der Handelstag beendet. Der nachbörsliche Handel findet ausschließlich computerisiert statt. Die weltweit bedeutendste Parketthandelsbörse ist die New York Stock Exchange. Auch an den großen Terminbörsen Nordamerikas, der NYMEX und der CBOT, sowie an der Londoner Metallbörse findet nach wie vor Präsenzhandel statt.
Trotz des Rückgangs des Parketthandels wird heute der Begriff Parkett oft als Metapher für die Börse schlechthin verwendet. So schreiben Wirtschaftsjournalisten etwa, ein Unternehmen „wage den Gang aufs Parkett“, wenn sie über einen Börsengang berichten.

## Präsenzhandel im Einzelhandel
Als Präsenzhandel bezeichnet man auch den Einzelhandel (etwa Supermärkte, Ladengeschäfte oder Verkaufsautomaten), wo beim Kauf die Ware im Laden vorhanden ist (sie ist im Laden „präsent“) und deshalb vom Kunden begutachtet, getestet oder anprobiert werden und ihm sofort übergeben werden kann. Dadurch wird ein Zug-um-Zug-Geschäft (Ware gegen Geld) möglich. Dieser Präsenzhandel heißt in der Schweiz und im UN-Kaufrecht „Platzkauf“, der mit einer Holschuld verbunden ist. Dagegen liegt im Versandhandel, Fernabsatz und Online-Handel zwischen Bestellung und Übergabe eine Zeitspanne, oft mindestens ein Arbeitstag. Die Vorteile des Präsenzhandels versucht der Versandhandel durch niedrigere Preise, keine Versandkosten oder kostenlose Retouren auszugleichen.